# ستان إدواردز (لاعب كرة قدم)
ستان إدواردز (بالإنجليزية: Stan Edwards)‏ (11 ديسمبر 1942 بويست بروميتش في المملكة المتحدة - 1 فبراير 2014) هو لاعب كرة قدم بريطاني في مركز جناح ‏. لعب مع بورت فايل ونادي إيفرتون ونادي بانغور سيتي.